# Diatraea albicrinella
Diatraea albicrinella là một loài bướm đêm trong họ Crambidae.